# So Young So Bad
So Young, So Bad é um filme de drama estadunidense dirigido por Bernard Vorhaus e estrelado por Paul Henreid. Foi lançado em 20 de maio de 1950 pela United Artists. Foi o primeiro grande papel de Anne Francis, Rita Moreno e Anne Jackson.

## Elenco
- Paul Henreid como Dr. John H. Jason
- Catherine McLeod como Ruth Levering
- Cecil Clovelly como Sr. Riggs
- Grace Coppin como Sra. Beuhler
- Anne Francis como Loretta
- Anne Jackson como Jackie
- Enid Pulver como Jane
- Rita Moreno como Dolores Guerrero (creditada como Rosita Moreno)